# Arturo Logroño
Fernándo Arturo Logroño Cohén (Santo Domingo; 11 de septiembre de 1891-Santo Domingo; 24 de enero de 1949), fue un orador, abogado, escritor, catedrático y político dominicano, considerado "El príncipe de la oratoria nacional", y fue conocido como Secretario de la Presidencia, durante la tiranía de Trujillo. 

## Infancia
Logroño nació en Santo Domingo el 11 de septiembre de 1891, hijo de Álvaro Logroño Marchena y Alejandrina Isaura Cohén de Marchena. Su padre era hijo del expresidente y Arzobispo de Santo Domingo monseñor Fernando Arturo Meriño. Debido a ese parentesco, tres de sus hijos llevan uno o los dos nombres del mitrado: Fernando Arturo, Fernando Antonio, fallecido, y Carlos Antonio. Los demás vástagos son Rafael Leonidas, Reynaldo de Jesús y Martha Milagros, todos procreados con la francesa María Antonia Alsace, con quien casó en 1909.

## Trayectoria
Inició estudios de Farmacia en la Universidad de Santo Domingo, los cuales interrumpió para cursar la carrera de Derecho en la misma institución, donde se graduó el 14 de febrero de 1920. Por muchos años fue profesor en la Universidad de Santo Domingo. Adquirió una sólida cultura, llegando a ser intelectual y un buen orador. Comenzó su carrera política a los 18 años de edad, como secretario del presidente Juan Isidro Jimenes, pero fue durante el gobierno de Rafael L. Trujillo cuando se manifestó su extraordinaria capacidad de orador. Se opuso tajantemente a la Ocupación Norteamericana de 1916, con su oratoria y su pluma.

### Posiciones administrativas
Durante los inicios de la era de Trujillo, ocupó posiciones administrativas: 
- Secretario de Estado de Relaciones Exteriores (1933).
- Secretario de Estado de Trabajo (1933).
- Secretario de Estado de Interior y Policía.
- Secretario de la Presidencia.
- Secretario de Educación.
- Senador de la República, diplomático y consultor jurídico del Poder Ejecutivo.

“Yo diría que mi padre no sólo merece una calle, sino algún monumento histórico, por sus dotes intelectuales, sus valiosos aportes al país y por los aspectos de su vida que le he narrado”
Carlos Arturo Logroño (su hijo)

## Logro y Trujillo
Pese a haber sido colaborador muy cercano del “Generalísimo”, al que le escribía sus discursos y le asesoraba en asuntos internacionales y legales, el enjundioso escritor cayó varias veces en desgracia durante la dictadura, para la que tuvo en privado y en público expresiones de censura, según cuenta el hijo. Inclusive, los días en que cayó en cama para no levantarse jamás ni siquiera fue visitado por el sátrapa. Críticos de Arturo Logroño, como Joaquín Balaguer, dicen que él manejaba “el cinismo como un arma política”, pero ese supuesto sarcasmo no sólo le sirvió para responder con perspicacia a los que hacían mofa de su descomunal gordura, sino para cambiar el fatal destino que aguardaba a algunos opositores del “Benefactor”.

Al marchar Trujillo a Europa, sus íntimos Peynado —que era por entonces Presidente pelele— y Logroño, se confabularon para deshacerse de él. Más, faltos de apoyo en el Ejército, que seguía al loco Aníbal y al General Vásquez Rivera, cuyo desastroso fin se
relata en otra parte, hubieron de desistir de la maniobra.
José Almoina

Logroño había sido secretario personal del presidente Juan Isidro Jimenes y mantuvo una posición de defensa del jimenismo histórico aun dentro del nuevo régimen. En una ocasión fue acusado por el propio Trujillo de «jimenista rencoroso» y castigado con la cancelación del cargo de Secretario de Estado de la Presidencia, que ocupaba. Todo se debió al encono de Trujillo contra Horacio Vásquez, ya expresidente éste, por no recibir una nota de pésame desde Tamboril en ocasión de la muerte de su padre José Trujillo Valdez. Un horacista leal y consecuente con su líder, como fue Cucho Álvarez Pina le demostró a Trujillo que el telegrama de pésame había sido recibido, y entonces Logroño fue acusado de retenerlo en su escritorio, que fue por lo cual Trujillo le espetó los ya señalados términos.
Al incorporarse al régimen, su experiencia en asuntos de gobierno le fue muy útil; pronto se le vio descollar entre aquella «corte trujillista» llena de aduladores, oportunistas y aun matones; intelectuales sin brillo así como leales trujillistas, que hacían cualquier cosa por agradar a su Jefe. Su sentido del pragmatismo en política y el manejo cínico que utilizaba en ocasiones le dieron resultado y su influencia fue beneficiosa, pues era en esencia un hombre moderado. Aconsejaba a Trujillo de forma positiva y desarrollaba su propia visión de los problemas. En la tribuna no tenía rival, aunque sí adversarios ocultos, que maquinaban en su contra en todas las ocasiones.
Una de las más celebradas anécdotas de este conspicuo cortesano fue aquella que se origina en su cancelación como Secretario de Estado de Relaciones Exteriores, a causa del diferendo con Italia tras la prisión del cónsul italiano en Santo Domingo. Al conocerse la noticia de su destitución, el opulento afectado, con aire de gracia y resignación expresó: «es la primera vez que la soga rompe por lo más gordo». Se refería obviamente a su gran corpulencia, ya que pesaba casi cuatrocientas libras. Su anecdotario es rico y sus salidas pintorescas, como dueño de una inteligencia viva y una locuacidad sin límites. Trujillo mismo celebraba sus ocurrencias y constantemente le provocaba, para oírle en sus airosas salidas.
En su honor, bibliófilos lanzaron obra sobre Logroño.

## Libros
- Compendio Didáctico de Historia Patria.
- Los Yanquis en Santo Domingo.
- Pro Duarte.
- Centenario de Luperón.
- Simón Bolívar.
- Día del Presidente Trujillo.
- El Cardenal Mercier.
- Juan Isidro Jimenes.
- En el Huerto de la Virgen.